# Claudine Auger
Claudine Auger, geboren als Claudine Oger, (Parijs, 26 april 1941 – aldaar, 18 december 2019) was een Franse actrice.

## Loopbaan
Auger werd in 1958 Miss Frankrijk en runner-up in Miss World. In 1960 kreeg ze een kleine rol aangeboden in Le Testament d'Orphée. Haar eerste grote rol speelde ze in 1962 in Le masque de fer. Haar belangrijkste rol speelde ze in 1965 als bondgirl Domino Derval in Thunderball.

## Privéleven
Claudine Auger is 1959-1969 gehuwd geweest met filmregisseur Pierre Gaspard-Huit. 
Ze overleed in 2019 op 78-jarige leeftijd.

## Beknopte filmografie
- 1958 - Christine  (Pierre Gaspard-Huit)
- 1960 - Le Testament d'Orphée (Jean Cocteau)
- 1960 - Terrain Vague (Marcel Carné)
- 1962 - Le masque de fer (Henri Decoin)
- 1963 - In the French Style (Robert Parrish)
- 1965 - Yoyo (Pierre Etaix)
- 1965 - Thunderball (Terence Young)
- 1966 - Triple Cross (Terence Young)
- 1966 - L'arcidiavolo (Ettore Scola)
- 1966 - L'Homme de Marrakesh (Jacques Deray)
- 1967 - Jeu de massacre (Alain Jessua)
- 1967 - Il padre di famiglia (Nanni Loy)
- 1967 - Le dolci signore (Luigi Zampa)
- 1968 - Flammes sur l'Adriatique (Alexandre Astruc en Stjepan Cikes)
- 1968 - Escalation (Roberto Faenza)
- 1969 - Liebesvögel (Mario Caiano)
- 1971 - La tarantola dal ventre nero (Paolo Cavara)
- 1971 - Reazione a catena (Mario Bava)
- 1971 - Un Peu de Soleil dans l'Eau Froide (Jacques Deray)
- 1972 - Un Verano para Matar (Antonio Isasi-Isasmendi)
- 1975 - Flic Story (Jacques Deray)
- 1978 - Un papillon sur l'épaule (Jacques Deray)
- 1979 - Viaggio con Anita (Mario Monicelli)
- 1979 - L'Associé (René Gainville)
- 1979 - Aragosta a Colazione (Giorgio Capitani)
- 1980 - Fantastica (Gilles Carle)
- 1984 - Secret Places (Zelda Barron)
- 1986 - L'Iniziazione (Gianfranco Mingozzi)
- 1988 - Un Amore di Donna (Nelo Risi)
- 1990 - La Bocca (Mara Bronzoni en Luca Verdone)
- 1992 - Les vaisseaux du coeur (Andrew Birkin)

- Biblioteca Nacional de España: XX1277986
- Bibliothèque nationale de France: cb139299486 (data)
- Gemeinsame Normdatei: 1014476763
- International Standard Name Identifier: 0000 0001 1443 4713
- Library of Congress Control Number: no2002050654
- Nationale Bibliotheek van Tsjechië: xx0150188
- Nationale Bibliotheek van Israël: 987007429577405171
- Nationale Bibliotheek van Polen: a0000001653389
- Nederlandse Thesaurus van Auteursnamen: 088913880
- Système universitaire de documentation: 05974135X
- Virtual International Authority File: 48896934
- WorldCat: E39PBJbRkwGKKMTwxyj93dKWXd